# Anime Friends
Anime Friends é um dos maiores eventos do Brasil direcionados a animês, mangás e cultura japonesa em geral. Teve sua primeira edição em julho de 2003 organizado pela Yamato Corporation e conta hoje com um público superior a 120 mil pessoas todo mês de julho, atraindo caravanas de fãs de todo lugar do país e algumas caravanas de países da América Latina.

## Atrações
O Anime Friends também é muito conhecido pelos seus shows, tendo trazido várias vezes Hironobu Kageyama, Masaaki Endoh, Akira Kushida, Nobuo Yamada, FLOW, JAM Project, Oreskaband, AN CAFE e outros cantores de j-pop e j-rock. O evento também conta com presenças especiais de dubladores, diversas salas de grupos de fãs, workshops e cursos, e ainda com stands e lojas de produtos específicos relacionados a animê e mangá.

## História

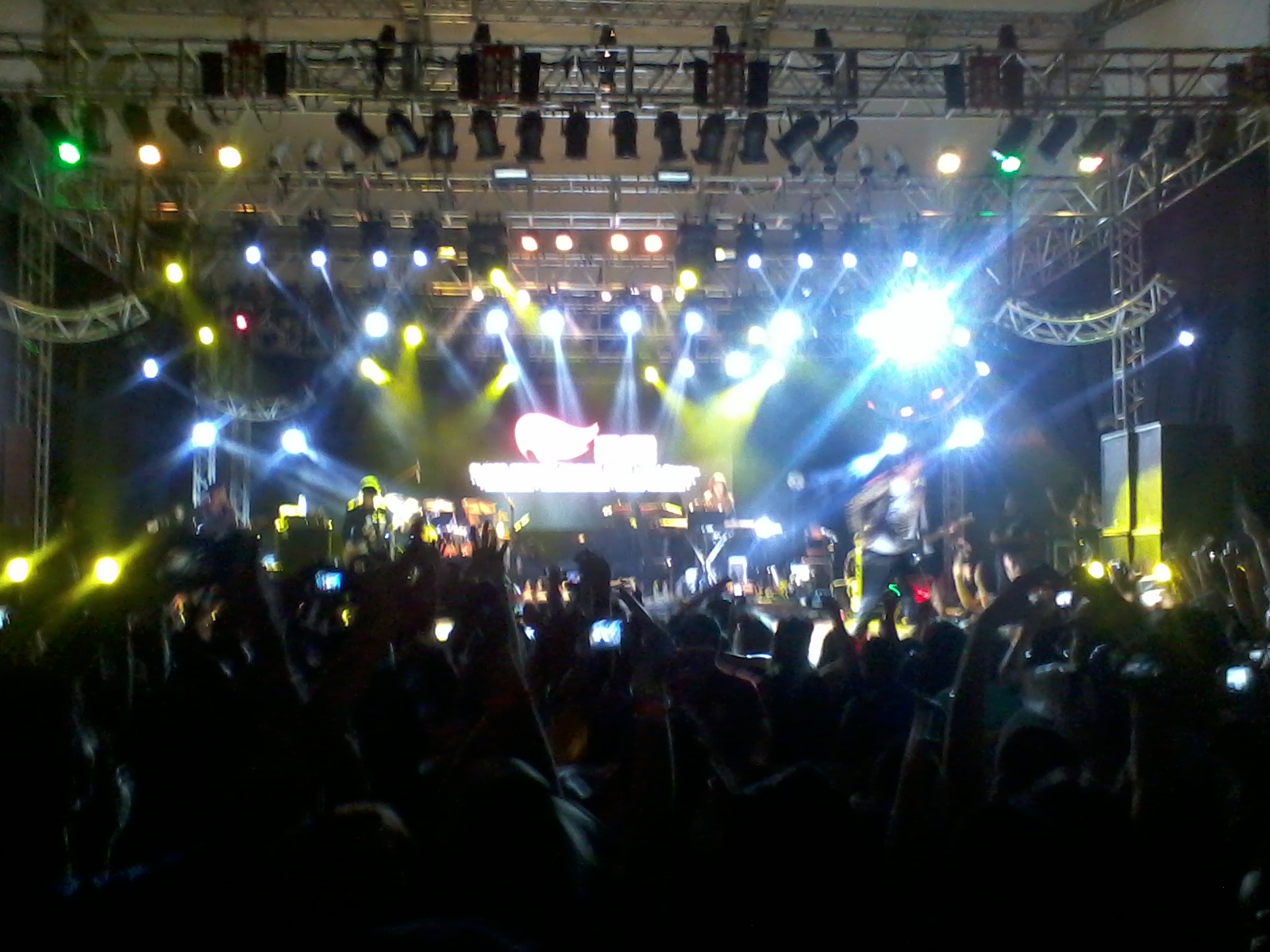
Palco do Anime Friends de 2013 durante a apresentação do JAM Project.

Devido ao crescimento do interesse de fãs em animês e mangás nos anos 90, começaram a surgir diversos eventos dessa temática no Brasil, sendo o primeiro organizado nos anos 90, a Mangácon, organizado pela Associação Brasileira de Desenhistas de Mangá e Ilustrações (ABRADEMI) e realizado até 2000.
Surge o Anime Friends em 2003, por iniciativa da Yamato Corporation, sendo realizado pela primeira vez no Colégio Madre Cabrini, no bairro da Vila Mariana, em São Paulo. Devido ao sucesso, foi realizado em local maior no ano seguinte.
Nos anos seguintes, o evento passaria por uma série de mudanças de local. Ele também foi realizado na Argentina (entre 2009 e 2017) e no Chile quando ainda era propriedade da Yamato Corporation.
Desde 2018, a Maru Division assumiu a organização do Anime Friends e do Ressaca Friends, mudando o local de realização do evento para o Parque Anhembi. A artista brasileira Sarah Chibi Arts criou a mascote do evento nessa época.
Em dezembro de 2024 foi anunciado que a Omelete Company adquiriu a maior parte da Anime Friends, ficando responsável por sua organização a partir de 2025.

## Histórico do evento
| Painéis e Palestras                                                      |
| ------------------------------------------------------------------------ |
| Akira Toriyama: Vida e Obra - Podcast Mundo dos Animes                   |
| A Era dos Live Action - Papo Nerd com Elas                               |
| Battle Shounen em Batalha - Podcast Mundo dos Animes                     |
| Dark Shounen: O Subgênero do Momento - Podcast Mundo dos Animes          |
| A Onda Coreana nos Quadrinhos: Sucesso e Adaptações - Sarangbang Podcast |

| Painéis e Palestras |
| --- |
| RPG nos Animes – A Fantasia Ganha Vida - Podcast Mundo dos Animes                                                           |
| 25 anos de Cardcaptor Sakura no Brasil - Papo Nerd com Elas                                                                 |
| Battle Shounen em Batalha - Podcast Mundo dos Animes                                                                        |
| Entre páginas e armários: Mangás BL e GL como Espaços de Identificação e Resistência LGBTQIAPN+ - Ana, Juna e Niv           |
| Mangás: tem espaço para mais no Brasil? - Bianca Sakai, Rômulo Leão, Max Andrade, Rene Pacheco                              |
| Mangás Shoujo: Muito Mais Que Histórias de Mulherzinha - Nat Wasabi e Thaís Hern                                            |
| Demon Slayer, Jujutsu Kaisen e mais: qual é o shounenzão da década? - Kou, Pri Ganiko, Cakes Sousa e Bianca Sakai           |
| Bate-papo sobre o livro Jiraiya – Guia Visual Definitivo - Ricardo Cruz, Adriano Almeida, Takumi Tsutsui e Takumi Hashimoto |
| Tokusatsu: Como estão as principais franquias da atualidade? - Giuzão Chagas, Danny Tsurugi e Adriano Naressi               |
| O Universo de Eu e Meu Avô Nihonjin - Célia Catunda - Kiko Mistrorigo - Rita Catunda - Pietro Takeda - Ken Kaneko           |
| Novidades Sato Company |
| Animes de Volta à TV Aberta! - Canal Antimatéria                                                                            |
| Os Novos Animes no Antimatéria - Canal Antimatéria                                                                          |
| Animes na Disney+ |
| Economia Criativa - Ade Sampa                                                                                               |